# Вюст, Вальтер
Вальтер Вюст (нем. Walther Wüst, 7 мая 1901—21 марта 1993) — немецкий востоковед, индолог, штандартенфюрер СС, директор Аненербе.

## Биография

### Ранние годы. Академическая карьера
Родился в семье учителя исправительного дома. Его брат погиб на Первой мировой войне. Посещал народные школы в Кульмбахе и Лихтенау. В 1920 г. окончил гуманитарную гимназию в Кайзерлаутерне и в том же году поступил в Мюнхенский университет, где изучал индологию, которой, по некоторым данным, увлёкся ещё будучи учеником гимназии. Помимо индологии посещал лекции по философии, литературе, общему и сравнительному религиоведению, индогерманскому языкознанию, геополитике. Был полиглотом, владел готским, древнескандинавским, рядом диалектов немецкого, хинди, санскритом и пали. В 1926 г. защитил кандидатскую диссертацию на тему «К вопросу истории древнеиндийского стихосложения». С 1926 г. доцент, с 1927 г. преподавал историю индийской литературы, историю, языки и палеографию Древней Индии. Написал ряд статей по своей специализации для энциклопедического словаря Брокгауза. С 1932 г. профессор.

### Карьера в нацистской Германии
В 1935 г. занял место декана философского факультета Мюнхенского университета. В 1936 г. вступил в СС и уже в следующем году был приглашён занять пост президента Аненербе. Через два года, в 1939 году, пост президента занял рейхсфюрер СС Генрих Гиммлер, а Вюст стал фактически исполнять функции директора и научного куратора общества. Одновременно возглавлял учебно-исследовательские отделы индогерманской арийской культуры и языков и индогерманского арийского языкознания и культурологии.
В 1941—1945 гг. ректор Мюнхенского университета. Был одним из ведущих учёных-приверженцев национал-социализма. Лично участвовал в расследовании дела подпольной группы Белая Роза, действовавшей в Мюнхенском университете.

### После войны
Летом 1945 г. Вюст был арестован американской военной полицией. Находился в лагерях для интернированных в Моозбурге, Ландсберге и Дахау. 9 ноября 1949 г. приговорён главной судебной палатой Мюнхена к трём годам рабочих лагерей, однако избежал приговора, так как ему было засчитан предыдущий срок заключения. Был также лишён права свободно работать по специальности, однако позднее снова публиковался.

## Сочинения
- О языке индогерманских поэтов (Von indogermanischer Dichtersprache. München : Kitzinger, 1969).
- Древнеперсидские исследования (Altpersische Studien. München : Kitzinger, 1966).
- Idg. peleku- 'Axt, Beil'. Helsinki : Suomalainen Tiedeakatemia, 1956.
- Рудра (Rudrá. München : Kitzinger in Komm., 1955).
- Indogermaanse belijdenis. Amsterdam : «Hamer», 1944.
- Индогерманское сознание (Indogermanisches Bekenntnis. Berlin-Dahlem : Ahnenerbe-Stiftung Verl., 1943).
- Япония и мы (Japan und wir. Berlin : Ahnenerbe-Stiftg Verl., 1942).
- Смерть и бессмертие в картине мира индогерманских мыслителей (Tod und Unsterblichkeit im Weltbild indogermanischer Denker. Berlin : Nordland-Verl., [1939]).
- Империя: Мысли и действительность у древних ариев (Das Reich: Gedanke und Wirklichkeit bei d. alten Ariern. München: Gäßler, 1937).
- Сравнительный и этимологический словарь древнеиндийского языка (Vergleichendes und etymologisches Wörterbuch des Alt-Indoarischen (Altindischen).Heidelberg : Carl Winter [Verl.], 1935).
- Индо-иранские исследования (Studia Indo-Iranica. Leipzig : Harrassowitz, 1931).
- История стиля и хронология Ригведы (Stilgeschichte und Chronologie des Rgveda. Leipzig : Deutsche Morgenländ. Gesellschaft, 1928).